# چاپان علیا
چاپان علیا (به کردی: چاپان سەروو، Çapan serû) روستایی از توابع بخش زیویه در شهرستان سقز است که در استان کردستان ایران قرار دارد.

## جمعیت
این روستا در دهستان امام واقع شده و براساس سرشماری سال ۱۳۸۵، جمعیت آن ۱۸۴ نفر (۴۴ خانوار) بوده است.